# Мохамед Бенхемасса
Мохамед Бенхемасса (араб. محمد بن خماسة, нар. 28 червня 1993, Оран) — алжирський футболіст, захисник.
Виступав, зокрема, за клуб «УСМ Алжир», а також олімпійську збірну Алжиру.

## Клубна кар'єра
У дорослому футболі дебютував 2014 року виступами за команду клубу «УСМ Алжир».
У 2019 році перейшов до іспанської «Малаги», за яку грав два сезони.

## Виступи за збірну
2016 року захищав кольори олімпійської збірної Алжиру. У складі цієї команди провів 2 матчі. У складі збірної — учасник футбольного турніру на Олімпійських іграх 2016 року у Ріо-де-Жанейро.
Зіграв 21 матч за молодіжну збірну країни, також викликався до лав внутрішньої та національної збірних Алжиру. За першу команду країни дебютував 7 червня 2018 року у товариському матчі проти збірної Португалії.

## Досягнення
«УСМ Алжир»
- Чемпіонат Алжиру (2): 2015-16, 2018-19
- Володар Суперкубка Алжиру (1): 2016